# Naissance de la clinique : une archéologie du regard médical
 (mai 2025).
La mise en forme du texte ne suit pas les recommandations de Wikipédia : il faut le « wikifier ».
Les points d'amélioration suivants sont les cas les plus fréquents :
- Les titres sont pré-formatés par le logiciel. Ils ne sont ni en capitales, ni en gras.
- Le texte ne doit pas être écrit en capitales (les noms de famille non plus), ni en gras, ni en italique, ni en « petit »…
- Le gras n'est utilisé que pour surligner le titre de l'article dans l'introduction, une seule fois.
- L'italique est rarement utilisé : mots en langue étrangère, titres d'œuvres, noms de bateaux, etc.
- Les citations ne sont pas en italique mais en corps de texte normal. Elles sont entourées par des guillemets français : « et ».
- Les listes à puces sont à éviter, des paragraphes rédigés étant largement préférés. Les tableaux sont à réserver à la présentation de données structurées (résultats, etc.).
- Les appels de note de bas de page (petits chiffres en exposant, introduits par l'outil «  Source ») sont à placer entre la fin de phrase et le point final[comme ça].
- Les liens internes (vers d'autres articles de Wikipédia) sont à choisir avec parcimonie. Créez des liens vers des articles approfondissant le sujet. Les termes génériques sans rapport avec le sujet sont à éviter, ainsi que les répétitions de liens vers un même terme.
- Les liens externes sont à placer uniquement dans une section « Liens externes », à la fin de l'article. Ces liens sont à choisir avec parcimonie suivant les règles définies. Si un lien sert de source à l'article, son insertion dans le texte est à faire par les notes de bas de page.
- La présentation des références doit suivre les conventions bibliographiques. Il est recommandé d'utiliser les modèles {{Ouvrage}}, {{Chapitre}}, {{Article}}, {{Lien web}} et/ou {{Bibliographie}}. Le mode d'édition visuel peut mettre en forme automatiquement les références.
- Insérer une infobox (cadre d'informations à droite) n'est pas obligatoire pour parachever la mise en page.

Pour une aide détaillée, merci de consulter Aide:Wikification.
Si vous pensez que ces points ont été résolus, vous pouvez retirer ce bandeau et améliorer la mise en forme d'un autre article.
Naissance de la clinique : une archéologie du regard médical (The Birth of the Clinic: An Archaeology of Medical Perception) est un ouvrage du philosophe français Michel Foucault, publié en 1963. L'ouvrage analyse l'évolution de la médecine à la fin du XVIIIe siècle et la transformation des structures épistémologiques qui ont conduit à l'émergence de « la clinique », c'est-à-dire l'hôpital universitaire comme lieu de formation et de recherche médicales.
Foucault y introduit le concept de « regard médical », qui désigne la manière dont la médecine moderne observe et analyse le corps humain. Ce regard implique une objectivation du patient et une focalisation sur les signes pathologiques, marquant ainsi une rupture avec les approches médicales antérieures. Selon Foucault, cette transformation épistémologique a permis une nouvelle organisation des savoirs médicaux et a renforcé le pouvoir institutionnel de la médecine clinique.
D'abord discuté dans les milieux académiques liés au postmodernisme et au post-structuralisme, le concept de « regard médical » a ensuite été adopté dans des disciplines comme la médecine et le travail social. Il est aujourd’hui utilisé pour interroger les implications éthiques et sociales des pratiques médicales contemporaines.

## Le regard médical
Dans la généalogie de la médecine, qui étudie l’évolution des savoirs sur le corps humain, le terme « regard médical » désigne la pratique par laquelle le médecin objective le corps du patient, le considérant comme une entité distincte de son identité personnelle. Cette approche s’inscrit dans les structures intellectuelles et matérielles de la clinique, en particulier de l’hôpital universitaire, où l’examen, l’inspection et l’analyse du corps humain sont au centre du traitement des maladies. Cependant, selon Michel Foucault, la clinique n’est pas un simple espace de soin et de savoir, mais aussi une institution inscrite dans des rapports de pouvoir. Elle sert des intérêts socio-économiques et contribue à la normalisation des individus à travers l’autorité professionnelle exercée par le regard médical. Ainsi, lorsque le corps du patient entre dans le champ de la médecine, il devient également un objet du pouvoir, où le patient peut être influencé et contrôlé par les normes médicales dominantes.
Au XVIIIe siècle, dans le contexte des révolutions française (1789-1799) et américaine (1775-1783), l’ère moderne s’est accompagnée d’un métarécit scientifique présentant les savants, et en particulier les médecins, comme des figures de sagesse capables d’éradiquer les maladies et de résoudre les problèmes de l’humanité. Cette perception culturelle a conduit, au XIXe siècle, à un déplacement d’autorité : le clergé médiéval, scientifiquement discrédité, a été remplacé par les médecins comme figures de référence sociale et morale. Le mythe de l'intelligence médicale s’est inscrit dans le cadre plus large du métarécit humaniste et du siècle des Lumières (XVIIe et XVIIIe siècles), une période durant laquelle s’est développée l’idée que le corps humain était le reflet de l’identité individuelle. Ce réductionnisme biologique a renforcé l’autorité des médecins en légitimant leur « regard médical », qui leur permettait d’objectiver le corps du patient et d’accéder à une compréhension inédite de la maladie. Dans cette perspective, le regard médical a été perçu comme une capacité quasi mystique du médecin à découvrir la vérité cachée du corps et de la maladie, consolidant ainsi son rôle d’expert et d’intermédiaire entre la science et la société.

## Le changement épistémique
La thèse de Michel Foucault sur la naissance de la clinique (hôpital universitaire) remet en question les récits traditionnels de l’histoire de la médecine, qui décrivent la fin du XVIIIe siècle comme l’avènement d’une nouvelle approche scientifique « fondée sur la redécouverte des valeurs absolues de la réalité matérielle visible ». Selon Foucault, la naissance de la médecine moderne ne résulte pas simplement d’un progrès du bon sens visant à observer ce qui existait déjà, mais plutôt d’une évolution du cadre de pensée dans les structures intellectuelles de production du savoir médical. Ce basculement théorique marque une rupture profonde : la médecine clinique ne se contente plus de traiter les symptômes, mais devient un mode de pensée structurant le rapport au corps et à la maladie. Ainsi, la transformation des institutions médicales et des pratiques de soin ne s’explique pas uniquement par l’amélioration des techniques diagnostiques, mais par une réorganisation fondamentale du savoir et du pouvoir médicaux, qui inscrit le corps du patient dans une nouvelle façon de percevoir.

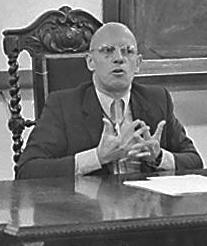
Michel Foucault au Brésil en 1974.

La clinique, souvent saluée pour son approche médicale constamment en évolution, son attention minutieuse et sa capacité à observer les phénomènes médicaux sans les altérer par le discours, doit en réalité son importance à une transformation plus profonde. Elle ne représente pas seulement une réorganisation du discours médical, mais redéfinit également les conditions mêmes de possibilité d’un savoir sur la maladie.
Dans cette perspective, les pratiques médicales du XVIIIe et XIXe siècles ne se résumaient pas à un simple acte neutre d’observation, de notation et de description de la maladie telle qu’elle se présentait aux yeux du médecin. La relation entre le médecin et le patient (sujet et objet) ne se limite pas à une opposition entre celui qui sait et celui qui raconte, car les interactions médicales ne sont pas de simples expériences passives, préexistantes à la consultation et au discours médical. La médecine clinique s’est ainsi constituée comme un système de pensée qui définit et organise la médecine en tant que champ d’expérience et cadre rationnel de production du savoir.
Ce changement épistémique a permis l'émergence d'une nouvelle manière de penser, remplaçant les anciens concepts scientifiques par de nouveaux. Dans Les Mots et les Choses : Une archéologie des sciences humaines (1966), Michel Foucault démontre comment l'histoire a supplanté la taxonomie, et comment la connaissance systématique a remplacé les simples collections de données. L'hôpital universitaire, la clinique, s'est ainsi fondé sur la nouvelle pratique médicale de l'observation vérifiable, considérée comme scientifiquement plus précise que l'ancienne pratique basée sur des interprétations religieuses de la maladie.
Au XVIIIe siècle, l'autorité professionnelle du médecin reposait sur sa maîtrise des connaissances médicales qui étaient structurées selon les représentations de l'époque. Au XIXe siècle, cette autorité s'est déplacée vers la maîtrise de la nouvelle médecine clinique, fondée sur des pratiques d'observation vérifiables. Un médecin du XVIIIe siècle examinait un organe malade de manière similaire à un médecin du XIXe siècle. Cependant, en raison de leurs cultures médicales distinctes, ces médecins parvenaient à des conclusions différentes concernant la cause et le traitement des maladies. Malgré ces divergences dans la perception diagnostique, chaque rapport médical était considéré comme « vrai », car chaque médecin formulait son diagnostic en fonction des modes de pensée dominants de son époque, dans lesquels leurs connaissances médicales respectives étaient jugées factuelles. Ainsi, malgré leurs travaux menés à trente ans d'écart, Giovanni Battista Morgagni (1682-1771), considéré comme le père de l'anatomopathologie, et Xavier Bichat (1771-1802), père de l'histologie, ne pratiquaient pas la même anatomie humaine.

### Texte intégral
- Naissance de la clinique : une archéologie du regard médical, Presses universitaires de France, 1963, 300 p.  (ISBN 9782130651970)[1]

### Œuvres principales de l'auteur
- Les Mots et les Choses : Une archéologie des sciences humaines, Gallimard, 1966, Essai
- L'Archéologie du savoir, Gallimard, 1969, Essai
- Histoire de la folie à l'âge classique, Gallimard, 1972, Thèse
- Surveiller et punir : Naissance de la prison, Gallimard, 1975, Essai
- Histoire de la sexualité, la Volonté de savoir, tome 1, Gallimard, 1976, Essai
- Histoire de la sexualité, l'Usage des plaisirs, tome 2, Gallimard, 1984, Essai
- Histoire de la sexualité, le Souci de soi, tome 3, Gallimard, 1984, Essai